# 土浦市立土浦第三中学校
土浦市立土浦第三中学校（つちうらしりつつちうらだいさんちゅうがっこう）は、茨城県土浦市にある公立中学校。略称は「土浦三中」。
土浦第四中学校と同等の規模である。
各学年11クラスだった時代もあるが、土浦第六中学校と分離したことによりマンモス化は解消された。
また、部活動では土浦市唯一の男子ハンドボール部が全国大会準優勝、吹奏楽部が東関東大会出場などの成績を収めている。

## 概要
- 生徒数は約650人。
- 毎年9月に体育祭が行われる。
- 毎年11月に茨城県で唯一の合奏祭が土浦市民会館にて行われる。2009年まではステージ部門と合奏部門で2日間の三中祭としていたが、2010年からは1日で行うようになった。
- 2021年からは合奏祭が合唱祭に変化した。
  - 2019年は土浦市民会館が耐震工事のため、例年より1ヶ月ほど早く、牛久市中央生涯学習センターで行われた。

## 沿革
- 1947年（昭和22年）5月3日 - 土浦市立東（あずま）中学校として創立。
- 1952年（昭和27年）
  - 2月11日 - 第一校舎竣工。
  - 9月1日 - 校名を土浦第三中学校と改称。
- 1953年（昭和28年）
  - 11月6日 - 第二校舎竣工。
  - 11月23日 - 校歌が発表される。
- 1954年（昭和29年）5月22日 - 第三校舎竣工。
- 1968年（昭和43年）8月7日 - プール竣工。
- 1981年（昭和56年）10月24日 - 防音校舎竣工。
- 1984年（昭和59年）2月10日 - 防音校舎増築工事。
- 1992年（平成4年） - 新体育館完成。
- 2008年（平成20年） - 武道館完成。
- 2011年（平成23年）- 校舎耐震及び大幅改修工事開始

## 部活動
- 野球部
- バレーボール部（男・女）
- バスケットボール部（男・女）
- テニス部（男・女）
- 卓球部（男・女）
- ハンドボール部（男・女）
- 弓道部
- 柔道部
- 剣道部
- サッカー部
- 水泳部
- 科学部
- 陸上部
- 吹奏楽部
- 美術部

## 学区
- 土浦市立東小学校（中・中村西根地区のみ）

※永国・永国東・永国台は、土浦市立土浦第四中学校の学区となっている。
- 土浦市立荒川沖小学校
- 土浦市立中村小学校
- 土浦市立乙戸小学校

学区内の人口は約2万5000人で、土浦市内では最も人口が多い。
土浦市西根南一丁目、西根南二丁目、西根南三丁目、西根西一丁目、中村東一丁目、中村東二丁目、中村東三丁目、中村南一丁目、中村南二丁目、中村南三丁目、中村南四丁目、中村南五丁目、中村南六丁目、卸町一丁目、卸町二丁目

## 著名な出身者
- 小幡政人 - 元国土交通事務次官
- 青山大人 - 衆議院議員
- 中島英里子 - 柔道家
- 太田徹郎 - 元プロサッカー選手
- 渡邉諒 - プロ野球選手（日本ハム→阪神）
- 西宮悠介 - 元プロ野球選手（楽天）